# Heinrich Holzapfel
Heinrich Holzapfel (* 28. Februar 1910 in Düsseldorf; † unbekannt) war ein deutscher Pädagoge und Ministerialbeamter bei der Landesregierung NRW.

## Leben
Er wuchs in Düsseldorf auf, studierte Mathematik, deutsche Philologie und Philosophie und wurde mit einer Arbeit zur Philosophie von Immanuel Kant promoviert.
1953 bis 1960 war er Leiter des Wissenschaftlichen Prüfungsamtes und 1956 bis 1960 Leiter des Schulkollegiums in Düsseldorf. 1958 wurde er Honorarprofessor für Pädagogik an der Universität Köln. 1960 bis 1975 war er Abteilungsleiter für das Schulwesen und die Lehrerbildung am Kultusministerium NRW unter den Ministern Paul Mikat, Fritz Holthoff und Jürgen Girgensohn. Nach der Kultusministerkonferenz vom 7. Juli 1972 wirkte er bei der Durchsetzung und Gestaltung der Reform der Gymnasialen Oberstufe in Nordrhein-Westfalen mit.

## Schriften
- Kants Philosophie der Arithmetik. Dissertation. Universität Bonn 1937. Nolte, Düsseldorf 1937, DNB 570708710.
- Idee und Gestalt des naturwissenschaftlichen Gymnasiums. Schwann, Düsseldorf 1950, DNB 452090814.
- Philosophie und politische Bildung an den höheren Schulen. Schwann, Düsseldorf 1960, DNB 453768423.
- Das Gymnasium im Wandel der Zeit. In: Der Marianer. Heft 12/75, Warburg 1975.
- Erziehungsaufgaben des Gymnasiums. Adamas, Köln 1980, ISBN 3-920007-58-1.
- Gymnasiale Erziehung. Adamas, Köln 1980, ISBN 3-920007-62-X.